# Erik Blaauw
Erik Blaauw (Leiderdorp, 5 april 1997) is een Nederlandse handbalspeler. Blaauw begon zijn handbalcarrière bij Rijnstreek, waarna hij via Aalsmeer als achttienjarige de overstap maakte naar Limburg Lions. Hier maakte hij met de opleidingsploeg indruk in de eredivisie. In 2017 keerde hij terug naar Aalsmeer om in de BENE-League te spelen. Op 27 maart 2019 maakt Blaauw bekend in het seizoen 2019/2020 voor Volendam te gaan handballen. In 2021 speelde Blaauw voor Hurry-Up.

## Privé
Blaauw heeft een zus (Riejanne Blaauw) en een broertje (Niko Blaauw) die ook actief op het hoogste niveau handballen. 